# Gya (Berg)
Der Gya (chinesisch 盖亚山, Pinyin Gàiyǎ Shān oder 甲日山,  Jiǎrì Shān) ist ein Berg im Westhimalaya.
Der Berg befindet sich am Dreiländereck von Tibet (Volksrepublik China) sowie Himachal Pradesh (Spitital) und Ladakh in Indien. Der Gya hat eine Höhe von 6794 m (nach anderen Quellen 6833 m). Das Lingtital führt vom Flusstal des Spiti in nördlicher Richtung durch das Hochgebirge des Himalaya. Das Seitental Chaksachan Lungpa endet am Fuße des Gya.
In westnordwestlicher Richtung, 10,33 km entfernt, liegt der 6643 m hohe Umdung Kangri.